# アパッチプロレス軍
アパッチプロレス軍（アパッチプロレスぐん）は、かつて存在した日本のプロレス団体。アパッチの前身である冬木軍プロモーション（ふゆきぐんプロモーション）、WEW（ダブリュー・イー・ダブリュー、ワールド・エンターテイメント・レスリング）についても記述している。

## 歴史

### 冬木軍プロモーション
1996年10月、WARを退団した冬木弘道、邪道、外道がプロレスプロモーションとして設立。
1997年3月29日、HARUMIドーム21でプレ旗揚げ戦を開催。4月19日、大垣城ホールで旗揚げ戦を開催。
1999年1月6日、後楽園ホール大会を最後に解散。

### WEW
6月、FMWのコミッショナーである冬木が王座認定組織として発足。
2002年2月15日、FMWが崩壊。3月、冬木、金村キンタロー、黒田哲広、BADBOY非道、新宿鮫、チョコボール向井がプロレス団体として設立。冬木は「荒井（荒井昌一）の構想のなかにあったWEWの名での新団体設立を形にした」とコメント。3月10日から4月9日、旗揚げ戦前に冬木軍プロモーションとして興行を開催（全7大会）。4月14日、ディファ有明でプロレスリング・ノア主催「冬木弘道引退記念興行」を開催。5月5日、川崎球場で旗揚げ戦を開催。
2003年3月19日、冬木が死去。3月、冬木の没後、WEWは冬木軍プロモーションを名乗って冬木の妻が社長を務めていた。5月5日、川崎球場大会を最後にWEWは解散。7月7日、後楽園ホールで冬木軍プロモーションの特別興行を開催。

### アパッチプロレス軍

#### 第1次
2004年7月、金村、黒田、非道、新宿鮫がWEWの後継団体として設立。8月30日、後楽園ホールで旗揚げ戦を開催。
2007年12月、所属選手と上層部の意見が対立して後楽園ホール大会の発表とチケット発売が大幅に遅れてしまい後楽園ホールから撤退せざるを得なくなる。
2008年2月18日、金村が参戦していた大日本プロレスの女性スタッフに猥褻行為を行っていた事件が公に発覚（詳しくは「金村キンタローによる女性スタッフ強制猥褻事件」を参照）。話し合いの結果、2月22日の新木場1stRING大会をもって金村の無期限出場禁止（後に懲戒解雇処分）並びにアパッチの無期限活動自粛を発表。活動休止の間、4月17日に黒田、5月16日に佐々木貴が自主興行を開催したが金村を擁護した折原昌夫が参戦していたため批判を浴びた。12月、CF企画が運営から撤退したため、年内の活動停止が発表されたが佐々木を中心とした新体制の下で活動を継続していくことを発表。
2009年1月16日、新体制の下で新木場1stRING大会を開催。5月22日、新木場1stRING大会の全試合終了後に金村がリングへ乱入して混乱状態になってアングルではなかったため、金村は不審者扱いされて、つまみ出された。また、金村と共に橋本友彦、佐藤耕平が観戦していた。5月23日、橋本は金村、佐藤とは偶然居合わせたとコメントして謝罪。5月24日、佐藤は所属しているプロレスリングZERO1から厳重注意を受けて金村、橋本とは偶然居合わせたとコメントして謝罪。6月26日、「アパッチプロレス軍」の名称を使うことが困難なため、8月の興行を最後に活動休止することを発表。8月8日、一関市総合体育館サブアリーナ大会を最後に活動休止。

#### 第2次
2010年10月26日、金村は自身が設立したXWFを母体にアパッチを復活させることを発表。12月17日、新木場1stRINGで再旗揚げ戦を開催。
2012年12月22日、TAKESHIBAコロシアム大会の全試合終了後、西村賢吾がゼネラルマネージャーの長谷川一孝が所持するカバンから選手契約書を盗む行為を起こした。12月24日、西村に無期限出場停止処分が下された（ストーリー上）。
2013年3月30日、西調布格闘技アリーナ大会を最後に長らく興行は開催されておらず3月限りでモバイル版公式サイトが終了。4月29日、パソコン版公式サイトが更新停止。7月14日、約3ヶ月ぶりの興行を若獅子会館で開催。
2016年9月29日、年内で解散することを発表。12月25日、新木場1stRING大会を最後に解散。

## タイトル
- WEWヘビー級王座
- WEWタッグ王座
- アパッチ認定無差別級王座

## 最終所属選手
- 金村キンタロー
- 黒田哲広
- 下田大作
- 橋本友彦
- 岩田芳明（ジャパンプロレス2000兼任所属）
- 寺尾利明
- ハザード
- HASEGAWA（現：長谷川一孝）
- 榎本陽介
- 櫻井匠
- グラン・マサル

## スタッフ

### レフェリー
- ジャッジ金子（ジャッジサポート）

### リングアナウンサー
- 鈴木崇文
- 町田達哉

### ゼネラルマネージャー
- 長谷川一孝

## 歴代タイトル
WEW
- WEW6人タッグ王座

## 歴代所属選手
冬木軍プロモーション
- 冬木弘道
- 邪道
- 外道

WEW
- 冬木弘道
- 金村キンタロー
- 黒田哲広
- BADBOY非道
- 新宿鮫
- チョコボール向井

第1次アパッチプロレス軍
- 小幡優作
- 佐々木貴
- GENTARO
- 葛西純
- ジ・ウィンガー
- マンモス佐々木
- BADBOY非道

第2次アパッチプロレス軍
- 脇知弘（ATプロダクション兼任所属）
- 新宿鮫
- アパッチ小坂井（現：小坂井寛）

## 故人
第2次アパッチプロレス軍
- 力丸（2011年7月13日死去）